# Ферв'ю – Кертіс-Айленд
Ферв'ю – Кертіс-Айленд – газопровід, споруджений з метою постачання ресурсу для австралійського заводу зі зрідження природного газу Гладстон ЗПГ, який почав роботу в 2015 році.
Довжина газопроводу Ферв'ю – Кертіс-Айленд дорівнює 420 (за іншими даними – 435) кілометрів. Він виконаний в діаметрі 1050 мм та має проектну пропускну здатність у 37,9 млн м3. Гладстон ЗПГ розташований на острові Кертіс, що лежить неподалік від узбережжя материка. Як наслідок, останню ділянка газопроводу включає споруджений методом спрямованого горизонтального буріння перехід через прибережну зону мангрів завдовжки 1,35 кілометра та офшорну ділянку у 4,15 кілометра.
В межах проект Квінсленд ЗПГ в районі Ферв'ю звели дві установки підготовки (Хаб-4 та Хаб-5), що працюють з метаном вугільних пластів басейну Сурат-Боуен та мають загальну потужність на рівні 10,9 млн м3 на добу (крім того, у Ферв'ю вже діяла запущена в середині 2000-х установка потужністю біля 4 млн м3 на добу). Також підсилили другою ниткою трубопровід Валлумбілла – Ферв'ю, який надає доступ до газового хабу у Валлумбіллі та має після модернізації пропускну здатність 25,2 млн м3 на добу. Нарешті, перемичка Ферв'ю – Спрінг-Галлі дозволяє обмінюватись ресурсом з системою Талінга/Спрінг-Галлі –  Вандоан – Кертіс-Айленд (живить ще один завод з зрідження Австралія-Пасифіг ЗПГ), а на завершальній ділянці траси існує бідирекціональне сполучення з газопроводом Рубі-Джо – Кертіс-Айленд (транспортує ресурс до третього з заводів зрідження на Кертіс-Айленді – Квінсленд-Кертіс ЗПГ). 
В 2020-му дещо північніше від Ферв'ю під’єднали нову установку підготовки Аркадія з добовою потужністю 2,3 млн м3.